# Embeth Davidtz
Embeth Jean Davidtz (* 11. srpna 1965, Lafayette, Indiana, USA) je americká herečka. Většinu svého mládí strávila v Jižní Africe.

## Mládí
Embeth se narodila 11. srpna 1965 v Lafayette, její otec studoval chemické inženýrství na Purde University. Embeth Davidtz se později s rodiči přestěhovala do Tretnu v New Jersey, v jejích 9 letech se přestěhovali do Jižní Afriky, její matka je francouzského původu a její otec židovského. Než v Jižní Africe nastoupila do školy, musela se naučit afrikánštinu. V roce 1983 vystudovala Glen High School v Pretorii a získala titul z anglické literatury.

## První role
Profesionálnímu hraní se začínala věnovat od 21 let, její první veřejné vystoupení bylo „Romeo a Julie“ v Maynardville Open-Air Theatre, kde využila svoji „dvojjazyčnost“ a představení provedla ve dvou verzích, a to angličtině a afrikánštině. Dvojjazyčně hrála i na jiných místech, i jiných hrách. Její filmová kariéra začala v roce 1988 při filmování amerického hororu Mutator.

## Filmografie
| Rok       | Název                             | Role                                       |
| --------- | --------------------------------- | ------------------------------------------ |
| 1989      | Mutator                           | Jennifer                                   |
| 1989      | Screen Two                        | Older Karen                                |
| 1990      | Sweet Murder                      | Laurie Shannon                             |
| 1992      | Dokud nás smrt nerozdělí          | Katherine Palliko                          |
| 1992      | Nag van die 19de                  | Tessa                                      |
| 1992      | Armáda temnot                     | Sheila                                     |
| 1992      | Jack Reed: Vražedné sliby         | Dianne Masters                             |
| 1993      | Schindlerův seznam                | Helen Hirsch                               |
| 1995      | Vražda prvního stupně             | Mary McCasslin                             |
| 1995      | Feast of July                     | Bella Ford                                 |
| 1996      | Matilda                           | slečna Jennifer Honey                      |
| 1997      | Garden of Redemption              | Adriana                                    |
| 1998      | Poslední zpověď                   | Dr. Lauren Riggs                           |
| 1998      | Anděl smrti                       | Gretta Milano                              |
| 1998      | Perníkový dědek                   | Mallory Doss                               |
| 1999      | Šimon mág                         | Leah                                       |
| 1999      | Mansfieldské sídlo                | Mary Crawford                              |
| 1999      | Andrew - člen naší rodiny         | "Malá Miss" Amanda Martin / Portia Charney |
| 2001      | Deník Bridget Jonesové            | Natasha                                    |
| 2001      | Díra                              | Dr. Philippa Horwood                       |
| 2001      | 13 duchů                          | Kalina Oretzia                             |
| 2001      | Citizen Baines                    | Ellen Baines Croland                       |
| 2002      | Shackleton                        | Rosalind Chetwynd                          |
| 2002      | Klub vyvolených                   | Elizabeth                                  |
| 2004      | Scrubs: Doktůrci                  | Maddie                                     |
| 2005      | Junebug                           | Madeleine Johnsten                         |
| 2006      | Chirurgové                        | Nancy Shepherd                             |
| 2007      | Okamžik zlomu                     | Jennifer Crawford                          |
| 2008      | V odborné péči                    | Amy                                        |
| 2009      | Okřídlené bytosti                 | Joan Laraby                                |
| 2009–2012 | Mad Men                           | Rebecca Pryce                              |
| 2009      | Californication                   | Felicia Koons                              |
| 2010      | Tři zahrady za domem              | The Actress                                |
| 2011      | Muži, kteří nenávidí ženy         | Annika Giannini                            |
| 2012      | Amazing Spider-Man                | Mary Parker                                |
| 2013      | Paranoia                          | Judith Bolton                              |
| 2013      | Miracle Rising: Jižní Afrika      | sebe                                       |
| 2013      | Europa Report                     | Dr. Samantha Unger                         |
| 2014      | The Amazing Spider-Man 2          | Mary Parker                                |
| 2015      | The Secret Life of Marilyn Monroe | Natasha Lytess                             |